# بوزونات إكس وواي

## بوزونات اكس وواي
في فيزياء الجسيمات، بوزونات اكس وواي (بالإنجليزي :X and Y bosons)تسمى في بعض الأحيان بوزونات X
هي جسيمات أولية افتراضية مماثلة لبوزونات دبليو وزد، لكن نموذج Georgi–Glashow ونظرية Georgi–Glashow model يتوقع أن لها نوع قوة جديد.

## تفاصيل
بوزونات Xو Y زوجي كوارك للبتونات، تسمح بالتناظر لحفظ عدد باريون وتتيح إضمحلال البروتون
ويعطى انحلال بوزونX
X → u + u
X → e++ d
حيث يمكن أن تتحل بطريقتين مختلفتين غير متطابقتين، حيث U كوارك علوي ,d كوارك سفلي و e+
بوزترون
و يعطى انحلال بوزون Y

Y → e++ u

Y → d + u
Y → d + ν e
حيثνe أنتي نيترينو
ونفس نواتج الانحلال موجودة لكواركات – لبتونات أخرى متعاقبة
ردود الفعل هذه لاتحفظ عدد ليبتون Lولا عدد بايرون B, لكن L-B لها نسب مختلفة متفرعة بين بوزونات X والأجسام المضادة (كما هو الحال في ميزونات – كاون) توضح تكون الباريون.

## انظرأيضا
- بوزونات دبليو وزد
- اضمحلال الجسيمات
- إضمحلال إشعاعي
- كوارك غريب
- كوارك ساحر
- لبتونات